# Okręg wyborczy nr 10 do Senatu Rzeczypospolitej Polskiej
Okręg wyborczy nr 10 do Senatu Rzeczypospolitej Polskiej obejmuje obszar powiatów inowrocławskiego, mogileńskiego, nakielskiego, sępoleńskiego i żnińskiego (województwo kujawsko-pomorskie). Wybierany jest w nim 1 senator na zasadzie większości względnej.
Utworzony został w 2011 na podstawie Kodeksu wyborczego. Po raz pierwszy zorganizowano w nim wybory 9 października 2011. Wcześniej obszar okręgu nr 10 należał do okręgu nr 4.
Siedzibą okręgowej komisji wyborczej jest Bydgoszcz.

## Reprezentant okręgu
| Rok  | Rok            | Senator          | Komitet wyborczy                           |
| ---- | -------------- | ---------------- | ------------------------------------------ |
|      | 2011           | Jan Rulewski     | Platforma Obywatelska RP                   |
| 2015 |                | Jan Rulewski     | Platforma Obywatelska RP                   |
|      | 2019           | Krzysztof Brejza | KKW Koalicja Obywatelska PO .N iPL Zieloni |
| 2023 | Ryszard Brejza |                  | KKW Koalicja Obywatelska PO .N iPL Zieloni |

## Wyniki wyborów
Symbolem „●” oznaczono senatora ubiegającego się o reelekcję.

### Wybory parlamentarne 2011
| Kandydat                                                                                      | Kandydat             | Komitet wyborczy                  | Głosów | Głosów | Głosów |
| Kandydat                                                                                      | Kandydat             | Komitet wyborczy                  | Liczba | %      | +/–    |
| --------------------------------------------------------------------------------------------- | -------------------- | --------------------------------- | ------ | ------ | ------ |
|                                                                                               | Jan Rulewski ●       | Platforma Obywatelska RP          | 61 026 | 45,28  | –      |
|                                                                                               | Urszula Iwicka       | Sojusz Lewicy Demokratycznej      | 35 579 | 26,40  | –      |
|                                                                                               | Adam Banaszak        | Prawo i Sprawiedliwość            | 31 392 | 23,29  | –      |
|                                                                                               | Krzysztof Pieściński | Polska Partia Pracy – Sierpień 80 | 6778   | 5,03   | –      |
| Frekwencja: 43,00% Liczba głosów ważnych: 134 775 (95,46%) Źródło: Państwowa Komisja Wyborcza |                      |                                   |        |        |        |

● Jan Rulewski reprezentował w Senacie VII kadencji (2007–2011) okręg nr 4.

### Wybory parlamentarne 2015
| Kandydat                                                                                      | Kandydat           | Komitet wyborczy             | Głosów | Głosów | Głosów |
| Kandydat                                                                                      | Kandydat           | Komitet wyborczy             | Liczba | %      | +/–    |
| --------------------------------------------------------------------------------------------- | ------------------ | ---------------------------- | ------ | ------ | ------ |
|                                                                                               | Jan Rulewski ●     | Platforma Obywatelska RP     | 49 019 | 36,33  | –8,95  |
|                                                                                               | Jerzy Gawęda       | Prawo i Sprawiedliwość       | 43 111 | 31,95  | +8,66  |
|                                                                                               | Jacek Olech        | Polskie Stronnictwo Ludowe   | 19 759 | 14,64  | –      |
|                                                                                               | Jarosław Latawiec  | KORWiN                       | 11 366 | 8,42   | –      |
|                                                                                               | Mieczysław Piwowar | KWW Piwowar'15 Stop Korupcji | 7039   | 5,22   | –      |
|                                                                                               | Jarosław Rajchert  | Narodowe Odrodzenie Polski   | 4646   | 3,44   | –      |
| Frekwencja: 43,19% Liczba głosów ważnych: 134 940 (96,03%) Źródło: Państwowa Komisja Wyborcza |                    |                              |        |        |        |

### Wybory parlamentarne 2019
| Kandydat                                                                                      | Kandydat            | Komitet wyborczy                           | Głosów | Głosów | Głosów |
| Kandydat                                                                                      | Kandydat            | Komitet wyborczy                           | Liczba | %      | +/–    |
| --------------------------------------------------------------------------------------------- | ------------------- | ------------------------------------------ | ------ | ------ | ------ |
|                                                                                               | Krzysztof Brejza    | KKW Koalicja Obywatelska PO .N iPL Zieloni | 79 054 | 45,76  | +9,43  |
|                                                                                               | Mikołaj Bogdanowicz | Prawo i Sprawiedliwość                     | 70 836 | 41,00  | +9,05  |
|                                                                                               | Jarosław Latawiec   | Konfederacja Wolność i Niepodległość       | 13 377 | 7,74   | –      |
|                                                                                               | Mieczysław Piwowar  | KWW Koalicja Bezpartyjni i Samorządowcy    | 9492   | 5,49   | –      |
| Frekwencja: 55,64% Liczba głosów ważnych: 172 759 (98,43%) Źródło: Państwowa Komisja Wyborcza |                     |                                            |        |        |        |

### Wybory parlamentarne 2023
| Kandydat                                                                                      | Kandydat            | Komitet wyborczy                           | Głosów | Głosów | Głosów |
| Kandydat                                                                                      | Kandydat            | Komitet wyborczy                           | Liczba | %      | +/–    |
| --------------------------------------------------------------------------------------------- | ------------------- | ------------------------------------------ | ------ | ------ | ------ |
|                                                                                               | Ryszard Brejza      | KKW Koalicja Obywatelska PO .N iPL Zieloni | 90 083 | 44,06  | –1,70  |
|                                                                                               | Mikołaj Bogdanowicz | Prawo i Sprawiedliwość                     | 71 671 | 35,06  | –5,94  |
|                                                                                               | Jarosław Latawiec   | Konfederacja Wolność i Niepodległość       | 14 838 | 7,26   | –0,48  |
|                                                                                               | Łukasz Wegner       | KWW Europejska Lewica                      | 13 931 | 6,81   | –      |
|                                                                                               | Kazimierz Szeliga   | Bezpartyjni Samorządowcy                   | 13 908 | 6,80   | +1,31  |
| Frekwencja: 69,79% Liczba głosów ważnych: 204 441 (98,20%) Źródło: Państwowa Komisja Wyborcza |                     |                                            |        |        |        |